# Acido okadaico
L'acido okadaico è una tossina prodotta da alcune specie di dinoflagellate, in particolare quelle appartenenti ai generi Dinophysis e Prorocentrum, che si accumula nelle spugne e nei molluschi. È causa della sindrome diarroica da molluschi bivalvi (DSP), dovuta appunto all'ingestione di molluschi contaminati. Deve il suo nome alla spugna Halichondria okadaic, organismo da cui venne isolato in Giappone nel 1981.
Chimicamente l'acido okadaico è un polietere, con proprietà ionofore, derivato da un acido grasso C38. Si presenta allo stato solido con colorazione bianca ed è solubile in solventi organici.

## Tossine DSP
L'acido okadaico è la principale causa della sindrome diarroica da molluschi bivalvi (in inglese Diarrhetic Shellfish Poisoning) e rientra nel cosiddetto "gruppo uno" delle tossine responsabili di questa sintomatologia. All'interno di questo gruppo rientrano anche una serie di composti correlati definiti tossine DTX (Dinophysis Toxin): DTX-1, DTX-2 e la forma acilata DTX-3. Gli altri due gruppi comprendono invece, rispettivamente, le pectenotossine e le yessotossine.
Le tossine DSP sono stabili al calore, sebbene l'ebollizione prolungata possa diminuire la concentrazione di acido okadaico all'interno dei molluschi.

## Tossicologia
L'acido okadaico è un noto inibitore della protein-fosfatasi 1 (PP1) e della protein-fosfatasi 2A (PP2A), due classi di fosfatasi che agiscono sui residui di serina e di treonina. Questi enzimi regolano molti processi importanti tra cui il metabolismo del glicogeno, la contrazione muscolare, l'attività cellulare e neuronale, lo splicing dell'RNA, l'apoptosi, la sintesi proteica e la regolazione dei recettori e dei canali di membrana.
Provoca la sindrome diarroica da molluschi bivalvi agendo in modo simile alla tossina del colera, stimolando la fosforilazione di una proteina che controlla la secrezione del sodio a livello intestinale. La tossina, che tende a concentrarsi principalmente nell'epatopancreas dei molluschi, comincia a esercitare i suoi effetti sugli esseri umani adulti già in dose di circa 40 µg provocando diarrea, nausea, vomito e dolore addominale. I sintomi iniziano a manifestarsi da 30 minuti fino ad alcune ore dopo l'ingestione di molluschi contaminati, per scomparire spontaneamente nell'arco di 3 giorni.
L'acido okadaico si è dimostrato essere un potente promotore di tumore in esperimenti sulla pelle di topo, probabilmente a causa del suo effetto inibitore su PP1 e PP2A che non riescono a defosforilare i substrati della protein-chinasi C.